# Merisant
Merisant ist ein US-amerikanisches Chemieunternehmen mit Sitz in Chicago. Merisant produziert Süßstoffe unter den Markennamen Equal, Canderel und Pure Via.
Das Unternehmen geht auf die Entdeckung des Aspartams bei G. D. Searle im Jahr 1965 zurück. 1985 wurde Searle von Monsanto übernommen.
Bei der Fusion von Pharmacia & Upjohn mit Monsanto im Jahr 2000 wurde die NutraSweet Company aufgespalten. Das Haushalts-Süßstoffgeschäft wurde von einer Investorengruppe aus Pegasus Capital Advisors, Michael Dells MSD Capital und Brener International übernommen und in Merisant umbenannt. Zum damaligen Zeitpunkt erwirtschaftete das Unternehmen einen Umsatz von 400 Mio. $ und hielt ein Drittel des Weltmarkts besetzt.
2009 meldete das Unternehmen Insolvenz an, die es nach einer Restrukturierung 2010 wieder verlassen konnte.
2014 wurde Merisant von MacAndrews & Forbes übernommen.